# One Step Too Far
One Step Too Far – utwór brytyjskiej trip hopowej grupy Faithless wraz z gościnnym udziałem piosenkarki Dido pochodzący z ich trzeciego albumu studyjnego zatytułowanego Outrospective. Twórcami tekstu piosenki są Sister Bliss, Maxi Jazz, Dido Armstrong i Rollo Armstrong, który wraz z Sister Bliss zajęli się też jego produkcją. 8 kwietnia 2002 roku utwór został wydany przez wytwórnię Cheeky Records jako singel. Singel zadebiutował na 13. miejscu we Włoszech. Do utworu nakręcono także teledysk, którego reżyserią zajął się Liz Friedlander.

## Notowania
| Lista (2002)                             | Najwyższa pozycja |
| ---------------------------------------- | ----------------- |
| Australia (Top 50 Singles)               | 21                |
| Belgia (Flandria) (Ultratop 50 Singles)  | 6                 |
| Belgia (Wallonia) (Ultratip 50 Singles)  | 4                 |
| Holandia (Single Top 100)                | 47                |
| Szwajcaria (Singles Top 100)             | 51                |
| Wielka Brytania (Singles Top 100)        | 4                 |
| Włochy (Top 20 Singles)                  | 13                |
| Stany Zjednoczone (Hot Dance Club Songs) | 4                 |